# Група дубів звичайних
Група дубів звичайних — ботанічна пам'ятка природи місцевого значення. Об'єкт розташований на території Любомльського району Волинської області, ДП «Любомльське ЛГ», Замлинське лісництво, квартал 50, виділ 20.
Площа — 0,2 га, статус отриманий у 1972 році.
Охороняється група дубів звичайних (Quercus robur) віком понад 170 років, із густими кронами і стовбурами висотою понад 30 метрів.